# Мочулки (Ровненская область)
Мочулки (укр. Мочулки) — село в Клеванской поселковой общине Ровенского района Ровенской области Украины.
Численность населения по переписи 2001 года составила 217 человек. Почтовый индекс — 35312. Телефонный код — 362. Код КОАТУУ — 5624684502.